# プロジェクトチームDoGA
プロジェクトチームDoGA（プロジェクトチームドーガ、英語表記: PROJECT TEAM DoGA）は、1985年結成の日本の個人CGアニメーション制作の普及団体。CGアニメコンテストを開催している。
1993年には株式会社ドーガを設立した。

## 概要
プロジェクトチームDoGAは、パーソナルCGアニメを振興する団体として、1985年に大阪大学コンピュータクラブや京大マイコンクラブなどの共同研究プロジェクトとして結成された。
主な活動は以下がある。
- CGアニメ制作システムの開発・配布
- CGアニメコンテストや上映会の主催
- CGアニメのPR活動
- CGアニメ作家の育成と作家間の交流の促進
- CGアニメの企画・制作

「DoGA CGAシステム」は、DoGAで開発されたCGアニメ制作用システム（プログラム）の総称で、1989年にパソコン（X68000）用を発表し、1992年にX68000専門誌の「Oh!X」の付録ディスクに収録、1996年にはWindows用の「DOGA-L1」を発表した。
1989年より「CGアニメコンテスト」(CGAコンテスト）を毎年春に開催しているほか、1998年よりCGAコンテスト受賞者を中心とした「CG合宿」を毎年秋に開催している。

## 歴史
主な歴史は以下の通り。
- 1985年 共同研究プロジェクトとして結成
- 1989年3月 第一回CGアニメコンテスト(CGA)を開催、以後も年1回春に開催。
- 1989年9月 パソコン用（X68000用）のCGアニメ制作ソフト「DoGA CGAシステム Ver.1」（フリーウェア、シェアウェア）を発表
- 1993年4月 法人格を取得（株式会社ドーガ）
- 1996年8月 Windows用のCGアニメ制作ソフト「DOGA-L1」を発表
- 1998年4月 テレビアニメ『ロスト・ユニバース』のCGパート制作（株式会社ドーガ）